# 路易斯·托马斯·斯彭斯
路易斯·托马斯·斯彭斯（1917年4月4日—1950年9月9日，英文：Louis Thomas Spence）是澳大利亚皇家空军（RAAF）的战斗机飞行员和中队長，在第二次世界大战期间，他指挥皇家空军第3中队，赢得了杰出飞行十字勋章。
斯彭斯在1950年9月对韩国的低级别任务期间遇害，他被埋葬在他被埋葬在韩国釜山的联合国纪念公墓。